# Homalium gracilipes
Homalium gracilipes là một loài thực vật thuộc họ Salicaceae. Đây là loài đặc hữu của Tanzania.